# Gianbattista Baronchelli
Gianbattista Baronchelli (ur. 6 września 1953 w Ceresarze) – włoski kolarz szosowy, srebrny medalista mistrzostw świata.

## Kariera
Największy sukces w karierze Gianbattista Baronchelli osiągnął w 1980 roku, kiedy zdobył srebrny medal w wyścigu ze startu wspólnego podczas mistrzostw świata w Sallanches. W zawodach tych wyprzedził go jedynie Francuz Bernard Hinault, a trzecie miejsce zajął Hiszpan Juan Fernández. Był to jedyny medal wywalczony przez niego na międzynarodowej imprezie tej rangi. W tej samej konkurencji był też między innymi szesnasty na rozgrywanych dwa lata wcześniej mistrzostwach świata w Nürburgu. Ponadto wygrał między innymi Tour de l’Avenir w 1973 roku, Trofeo Baracchi i Trofeo Laigueglia w 1975 roku, Vuelta al País Vasco w 1976 roku, Giro di Romagna w latach 1976 i 1979, Tour de Romandie w 1977 roku, Giro di Lombardia w latach 1977 i 1986, w latach 1977-1982 sześć razy z rzędu był najlepszy w Giro dell’Appennino, w 1980 roku zwyciężył w Giro della Provincia di Reggio Calabria, Eschborn-Frankfurt City Loop i Giro dell’Emilia, w latach 1978 i 1980 wygrywał Giro del Piemonte, w latach 1981 i 1984 wygrywał Giro di Toscana, a w 1982 roku był najlepszy w GP Industria & Artigianato di Larciano. Wielokrotnie startował w Giro d’Italia, wygrywając łącznie pięć etapów w pięciu różnych edycjach. W klasyfikacji generalnej był między innymi drugi w latach 1972 i 1978, trzeci w 1977 roku oraz piąty w latach 1976, 1980 i 1982. W 1985 roku wygrał jeden etap Vuelta a España, ale całego wyścigu nie ukończył. W latach 1976 i 1979 brał udział w Tour de France, ale w obu przypadkach wycofał się przed końcem rywalizacji. Nigdy nie wystąpił na igrzyskach olimpijskich. W 1989 roku zakończył karierę.